# Chowdadenahalli, Malur
Chowdadenahalli là một làng thuộc tehsil Malur, huyện Kolar, bang Karnataka, Ấn Độ.